# Xifra
Una xifra, guarisme o dígit (del llatí dit) és un signe o caràcter que serveix per a representar un nombre. En matemàtiques i ciència de la computació, un dígit numèric és un símbol, v.g. 3, usat en numerals (combinacions de símbols), v.g. 37, per a representar nombres (enters o reals) en sistemes de numeració posicionals.
El terme dígit ve del fet que els 10 dits corresponen als 10 dígits en el sistema numèric comú en base deu, ço és, un dígit decimal.
Exemples de dígits inclouen qualsevol dels caràcters decimals des de "0" fins "9", o dels caràcters del sistema binari "0" o "1", i els dígits "0"..."9", "A",...,"F" usats en el sistema hexadecimal.
En un sistema de numeració donat, si la base (radical, en anglès radix) és un enter, llavors el nombre de dígits usats és sempre igual al valor absolut de la base.

## Símbols
En els sistemes de numeració, les xifres es combinen de forma que representen els nombres. Si tenen un valor fixat, com per exemple en la numeració romana, es parla de notació additiva. En canvi, si el valor està determinat per la posició del dígit, es parla de notació posicional.
| Valor                            | 0  | 1  | 2  | 3  | 4  | 5  | 6  | 7  | 8  | 9  | 10 | 20 | 30 | 40 | 50 | 60 | 70 | 80 | 90 | 100 | 200 | 300 | 400 | 500 | 600 | 700 | 800 | 900 | 1 000 | 10 000 |
| -------------------------------- | -- | -- | -- | -- | -- | -- | -- | -- | -- | -- | -- | -- | -- | -- | -- | -- | -- | -- | -- | --- | --- | --- | --- | --- | --- | --- | --- | --- | ----- | ------ |
| Xifres àrabs, alfabet occidental |    | ا  | ب  | ج  | د  | ه  | و  | ز  | ح  | ط  | ي  | ك  | ل  | م  | ن  | ص  | ع  | ف  | ض  | ق   | ر   | س   | ت   | ث   | خ   | ذ   | ظ   | غ   | ش     |        |
| Xifres àrabs, alfabet oriental   |    | ا  | ب  | ج  | د  | ه  | و  | ز  | ح  | ط  | ي  | ك  | ل  | م  | ن  | س  | ع  | ف  | ص  | ق   | ر   | ش   | ت   | ث   | خ   | ذ   | ض   | ظ   | غ     |        |
| Xifres àrabs oriental            | ٠  | ١  | ٢  | ٣  | ٤  | ٥  | ٦  | ٧  | ٨  | ٩  |    |    |    |    |    |    |    |    |    |     |     |     |     |     |     |     |     |     |       |        |
| Xifres àrabs extrem orient       | ۰  | ۱  | ۲  | ۳  | ۴  | ۵  | ۶  | ۷  | ۸  | ۹  |    |    |    |    |    |    |    |    |    |     |     |     |     |     |     |     |     |     |       |        |
| Xifres xines o japoneses         | 〇 | 一 | 二 | 三 | 四 | 五 | 六 | 七 | 八 | 九 | 十 |    |    |    |    |    |    |    |    | 百  |     |     |     |     |     |     |     |     | 千    | 万     |
| Xifres europees                  | 0  | 1  | 2  | 3  | 4  | 5  | 6  | 7  | 8  | 9  |    |    |    |    |    |    |    |    |    |     |     |     |     |     |     |     |     |     |       |        |
| Xifres gregues ióniques          |    | α  | β  | γ  | δ  | ε  | ϛ  | ζ  | η  | θ  | ι  | κ  | λ  | μ  | ν  | ξ  | ο  | π  | ϟ  | ρ   | σ   | τ   | υ   | φ   | χ   | ψ   | ω   | ϡ   |       |        |
| Xifres hebrees                   |    | א  | ב  | ג  | ד  | ה  | ו  | ז  | ח  | ט  | י  | כ  | ל  | מ  | נ  | ס  | ע  | פ  | צ  | ק   | ר   | ש   | ת   | (ך) | (ם) | (ן) | (ף) | (ץ) |       |        |
| Xifres romanes                   |    | Ⅰ  |    |    |    | Ⅴ  |    |    |    |    | Ⅹ  |    |    |    | Ⅼ  |    |    |    |    | Ⅽ   |     |     |     | Ⅾ   |     |     |     |     | M     |        |
| Xifres thaï                      | ๐  | ๑  | ๒  | ๓  | ๔  | ๕  | ๖  | ๗  | ๘  | ๙  |    |    |    |    |    |    |    |    |    |     |     |     |     |     |     |     |     |     |       |        |